# 音高校準

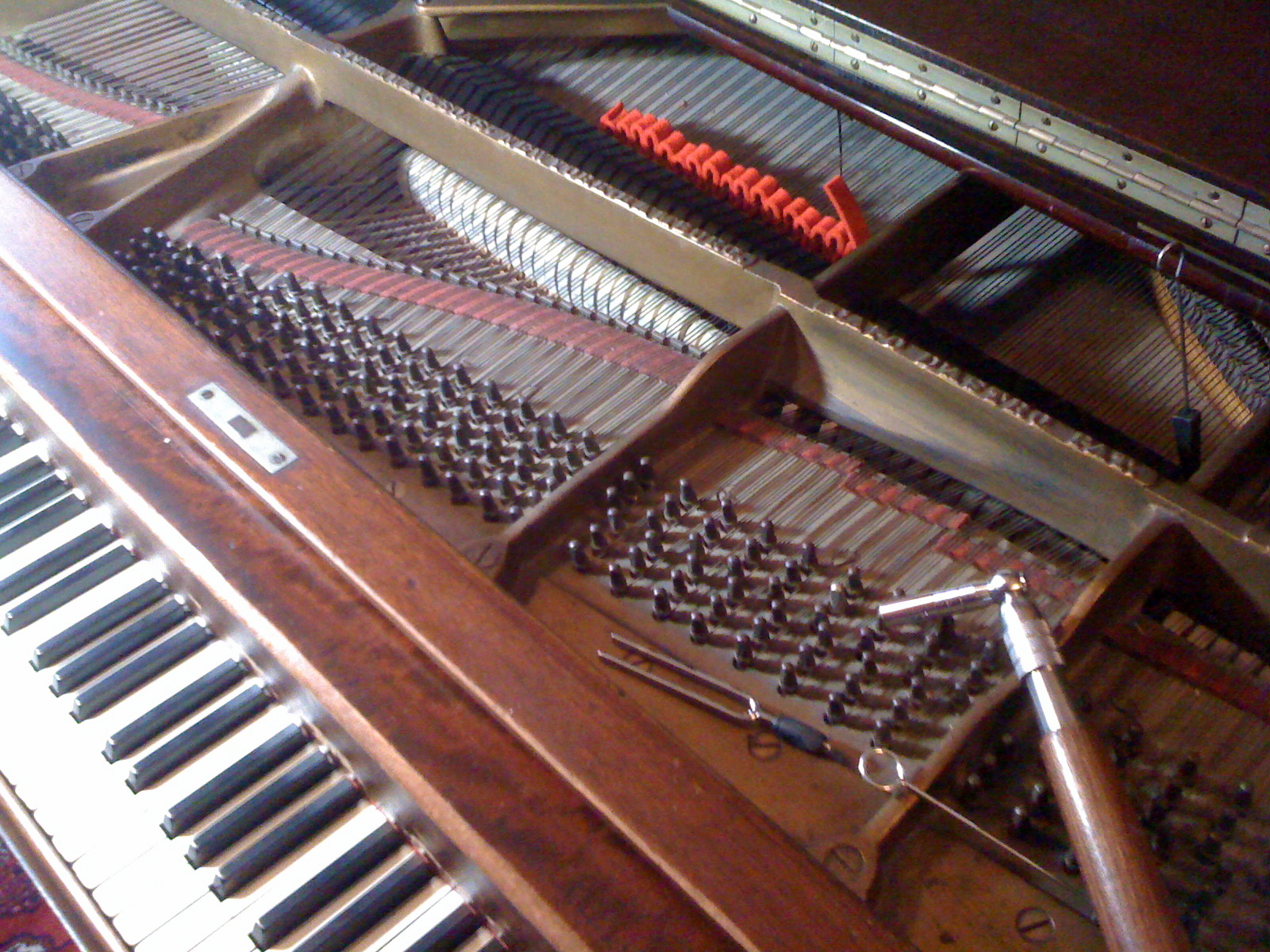
鋼琴的調音旋鈕及工具

音高校準（或稱調音）是調整樂器，使其音高變得精準的過程。由於許多樂器的音高都會隨著時間而慢慢失準，例如弦樂器的弦，其張力隨時間鬆弛，而管樂器在製造時進行音高校準之後，音高受時間影響相對小。因此，管弦樂團在表演前調音時通常以雙簧管準調整音高。而其他情況，例如獨奏時的吉他或小提琴經常使用音叉或電子調音器進行音高校準。